# Tarkianite
La tarkianite (simbolo IMA: Trk) è un minerale del supergruppo dello spinello e in particolare dei tiospinelli, nella cui famiglia occupa un posto nel sottogruppo della linnaeite; appartiene alla classe minerale dei "solfuri e solfosali" e possiede la composizione chimica (Cu,Fe)(Re,Mo)4S8.

## Etimologia e storia
Il professor Mahmud Tarkian, specialista di microscopia dei minerali dell'Università di Amburgo (Germania), fu il primo a descrivere il minerale sintetico e a determinarne la struttura, motivo per cui al minerale è stato dato il nome tarkianite.

## Classificazione
Nella nona edizione della sistematica dei minerali di Strunz, aggiornata dall'Associazione Mineralogica Internazionale (IMA) fino al 2009, la tarkianite è elencata nella classe "2. Solfuri e solfosali (solfuri, seleniuri, tellururi; arseniuri, antimoniuri, bismuturi; solfoarseniuri, solfoantimonuri, solfobismuturi, ecc.)" e da lì nella sottoclasse "2.D Solfuri metallici, M:S = 3:4 e 2:3"; questa è ulteriormente suddivisa in base al rapporto tra metallo (M) e zolfo (S) presente nei minerali, in modo tale da trovare la tarkianite nella sezione "2.DB M:S = 2:3" dove è l'unico membro del sistema nº 2.DB.30.
Tale classificazione viene mantenuta anche nell'edizione successiva, proseguita dal database "mindat.org" e chiamata Classificazione Strunz-mindat.
Nella Sistematica dei lapis (Lapis-Systematik) di Stefan Weiß la tarkianite è elencata nella classe dei "solfuri solfosali (Solfuri, Seleniuri, Tellururi, Arsenuri, Antimoniuri, Bismutidi)" e nella sottoclasse dei "solfuri con [rapporto] metallo:S,Se,Te < 1:1"; qui si trova nella sezione dei "tellururi con rame, argento, oro" dove forma il sistema nº II/D.14 insieme alla cameronite.
Una classificazione dei minerali secondo Dana aggiornata e usata principalmente nel mondo anglosassone, elenca la tarkianite nella classe dei "minerali solfuri" e nella sottoclasse dei "solfuri - inclusi seleniuri e tellururi con AmBnXp e (m+n):p=3:4" dove il minerale si trova nella sezione 02.10.05 come unico membro.

## Abito cristallino
La tarkianite cristallizza nel sistema cubico con il gruppo spaziale F43m (gruppo nº 216) con la costante di reticolo a = 9,563(1) Å, oltre ad avere 4 unità di formula per cella unitaria.

## Chimica
Le analisi al microscopio elettronico restituiscono per la tarkianite la composizione (in percentuale di peso) del 53,61% di renio, 12,32% di molibdeno, 5,48% di rame, 0,84% di osmio, 0,59% di ferro, 0,09 di nichel, 0,08% di cobalto, 26,77% di zolfo, che corrispondono alla seguente formula empirica:
{\displaystyle {\ce {(Cu_{0,83}Fe_{0,10}Ni_{0,02}Co_{0,01})_{\Sigma =0,96}(Re_{2,79}Mo_{1,22}Os_{0,04})_{\Sigma =4,03}S_{8,01}}}}

## Origine e giacitura
La tarkianite è stata trovata in concentrati di minerali pesanti derivati da intrusioni ultramafiche serpentinizzate e disseminate di solfuro e
PGM; qui può essere trovata in paragenesi con pentlandite, cromite, pirrotite, valleriite, calcopirite, cubanite, mackinawite, sperrylite, michenerite, irarsite, froodite e hollingworthite.
La tarkianite è un minerale piuttosto raro ed è stata rinvenuta in pochi siti sparsi per il mondo: nella miniera "Gaiswand" a Mittersill (nel Salisburghese, Austria); in Finlandia la tarkianite è stata trovata nella miniera di nichel "Hitura" a Nivala nell'Ostrobotnia Settentrionale (che è anche la località tipo del minerale (63.84684°N 25.04028°E) e nel deposito di rame e nichel "Ekojoki" presso Sastamala nella Pirkanmaa; negli oblast' Irkutsk e di Murmansk e nella Carelia.
Nelle Americhe la tarkianite è stata trovata nel distretto di Thunder Bay e a Greater Sudbury (entrambi nell'Ontario, Canada) e nel complesso minerario "Stillwater" nel Montana (Stati Uniti).

## Forma in cui si presenta in natura
La tarkianite si presenta minuscoli grani di dimensioni inferiori ai 75 µm. Il colore del minerale è nero, con lucentezza metallica; in luce riflessa appare grigio chiaro, se nell'aria, o grigio brunastro se nell'olio. Il colore del suo striscio è nero.